# Arkaea
Arkaea ist eine Industrial-Metal-/Metalcore-Band, die aus den Threat-Signal-Mitgliedern Jon Howard und Pat Kavanagh sowie den Ex-Fear-Factory-Musikern Christian Olde Wolbers und Raymond Herrera besteht.

## Bandgeschichte
2008 gründeten die ehemaligen Fear-Factory-Mitglieder Christian Olde Wolbers und Raymond Herrera die Band Arkaea und begannen mit den Aufnahmen zu ihrer ersten Demoaufnahme. Diese schickten sie kurz darauf zu Threat-Signal-Sänger Jon Howard, den sie anschließend als festes Bandmitglied gewinnen konnten. Auf der Suche nach einem Bassisten stießen sie auf Sam Rivers und Ryan Martinie (u. a. Mudvayne), entschieden sich jedoch schließlich für Pat Kavanagh, der sich ebenfalls bei Threat Signal engagierte.
Im Juli 2009 erschien das Debütalbum Years in the Darkness, das in Europa von Century Media und in Nord-Amerika von E1 Music vertrieben wurde. Das Album wurde innerhalb der ersten Woche rund 1000 Mal verkauft. Auf dem Album finden sich unter anderem Songs, die einst für ein neues Fear-Factory-Album geschrieben, jedoch nie veröffentlicht wurden.

## Diskografie
- 2009: Years in the Darkness (Album, Century Media)